# Іваняк Євген Вікторович
Євге́н Ві́кторович Іваняк (нар. 28 вересня 1982, Запоріжжя) — український футзаліст, воротар російського клубу «Торпедо» (Нижній Новгород). Майстер спорту України.
Виступав, зокрема за «Інтеркас» (Київ), «Тайм» (Львів), «Локомотив» (Харків) і «Діну» (Москва).

## Біографія
Спочатку займався футболом в ДЮСШ «Торпедо» (Запоріжжя). Після підказки тренера Віктора Жука почав пробувати свої сили у футзалі. Навчаючись в 11 класі школи почав виступати за  університетську команду «Інтерунітех».
15 червня 2020 року підписав трирічний контракт з російським клубом «Оргхім» (Нижегородська область).
25 лютого 2021 року оголосив про завершення кар'єри у збірній. 
Після початку повномасштабного російського вторгнення залишив «Торпедо» (колишній «Оргхім») і 7 квітня 2022 року став гравцем бельгійського «Халле-Гоіка».
20 липня 2022 року повернувся в нижегородське «Торпедо».

## Титули та досягнення
- Чемпіон України (6): 2002/03, 2008/09, 2009/10, 2012/13, 2013/14, 2014/15
- Срібний призер чемпіонату Росії (1): 2016/17
- Срібний призер чемпіонату України (1): 2019/20
- Бронзовий призер чемпіонату України (2): 2010/11, 2018/19
- Володар Кубка України (3): 2004/05, 2009/10, 2015/16
- Володар Кубка Росії (1): 2016/17
- Фіналіст Кубка України (3): 2011/12, 2013/14, 2017/18
- Володар Суперкубка України (4): 2009, 2013, 2014, 2015
- Бронзовий призер турніру «Гран-прі» 2008 р. у складі національної збірної України
- Найкращий гравець України 2013 року за версією журналістів[6]
- Найкращий воротар України (2 рази): 2011/12, 2012/13
- Входив у трійку найкращих гравців України (2 рази): 2016[7], 2017[8] рр.
- Посів 9-те місце у списку найкращих воротарів світу: 2016 р.
- Увійшов до списку 15 найкращих гравців чемпіонату України: 2002/2003
- Учасник матчу всіх зірок Екстра-ліги: 2018[9]